# Oliver Horn
Oliver A. Horn (St. Louis, 22 giugno 1901 – Grosse Ile Township, 10 ottobre 1960) è stato un pallanuotista statunitense, vincitore di una medaglia di bronzo all'olimpiade di Parigi 1924.